# Gli avvoltoi (film)
Gli avvoltoi (Return of the Bad Men) è un film del 1948 diretto da Ray Enright.
È un western statunitense ambientato nel territorio dell'Oklahoma nel 1889 con Randolph Scott, Robert Ryan, Anne Jeffreys, Gabby Hayes e Jacqueline White. Il film fu realizzato dopo il successo di La terra dei senza legge (Badman's Territory) del 1946, di cui però non rappresenta un vero e proprio sequel; sulla stessa scia fu realizzato Il magnifico fuorilegge (Best of the Badmen) nel 1951.

## Trama
Nel 1889, durante l’apertura del territorio dell’Oklahoma alla colonizzazione, una marea di pionieri si riversa sulle pianure per cercare fortuna. Tuttavia, tra gli onesti coloni si infiltrano anche pericolosi fuorilegge, come i fratelli Cole e Jim Younger, Sundance Kid, Billy the Kid, Wild Bill Yeager e il loro capo Wild Bill Doolin. Tra loro c’è anche Cheyenne, la giovane e coraggiosa nipote di Doolin. La banda ha messo gli occhi sulla banca della cittadina di Braxton, gestita da John Pettit, dove lavora la figlia Madge  rimasta vedova con un figlio, Johnny. Cheyenne intercetta anche un telegramma a Pettit che lo avvisa della rapina. I fuorilegge, spacciandosi per allevatori e vanno a trovare Pettit nel suo ufficio ma il figlio di Madge, Johnny, vedendo i fuorilegge intascare del denaro, allerta gli abitanti del paese. I rapinatori fuggono, ma Cheyenne viene colpita al braccio e rimane indietro. La ragazza viene trovata da Vance Cordell, ex Texas Ranger e promesso sposo di Madge, che la cura nella sua fattoria. Scoprendo la vera identità di Cheyenne, Vance cerca di convincerla a redimersi. La giovane inizialmente resiste ma l’incontro con la determinazione e l’onestà di Vance la fa riflettere. Dopo essere stata liberata dai suoi complici, Cheyenne prende una decisione drastica: torna indietro con il denaro rubato e si consegna spontaneamente a Vance. Nel frattempo, la città di Braxton viene abbandonata e una nuova città nasce: Guthrie. Vance viene nominato sceriffo e si trova a fronteggiare una nuova ondata di crimine. Cheyenne, ormai riabilitata con il vero nome di Jeannie McBride, gestisce l’ufficio del telegrafo. Tra lei e Vance nasce una sottile complicità, mentre Madge, preoccupata per la presenza della ragazza, si rende conto che i sentimenti di Vance stanno cambiando. La situazione precipita con il ritorno della banda, ora rafforzata dai fratelli Dalton, Emmett, Bob e Grat. Vance organizza un gruppo di cittadini per fermarli, dando il via a uno scontro che metterà a dura prova coraggio, lealtà e sentimenti. Ma le tensioni personali e i conti in sospeso con i fuorilegge renderanno ogni scelta più difficile e carica di conseguenze.

## Produzione
Il film, diretto da Ray Enright su una sceneggiatura di Jack Natteford, Luci Ward, Charles O'Neal e un soggetto degli stessi Natteford e Ward, fu prodotto da Nat Holt per la RKO Radio Pictures e girato a Santa Clarita, California, da fine maggio a metà luglio 1947. Il brano della colonna sonora Remember the Girl You Left Behind fu composto da Mort Greene e Harry Revel.

## Distribuzione
Il film fu distribuito con il titolo Return of the Bad Men negli Stati Uniti dal 17 luglio 1948 al cinema dalla RKO Radio Pictures.
Altre distribuzioni:
- in Svezia il 7 febbraio 1949 (Rent hus i Oklahoma)
- in Francia il 6 luglio 1949 (Cannes Film Festival) (Far-West 89)
- in Finlandia il 13 ottobre 1950
- in Germania Ovest il 13 ottobre 1950 (Der Schrecken von Oklahoma)
- in Austria il 16 febbraio 1951 (Der Schrecken von Texas)
- in Portogallo il 26 giugno 1951 (Voltaram os Malvados)
- in Danimarca il 22 novembre 1954 (Vestens terror)
- in Belgio (Far-West 89)
- in Brasile (A Volta dos Homens Maus)
- in Spagna (El regreso del forajido)
- in Spagna (El retorn dels bandolers)
- in Finlandia (Rosvojen puristuksessa)
- in Grecia (I epidromi ton pyrpoliton)
- in Italia (Gli avvoltoi)
- in Jugoslavia (Odmetnik se vraca)

## Critica
Secondo il Morandini il film è un western "di valore medio diretto con competenza".

## Promozione
Tra le tagline:

- THE TEN WORST KILLERS OF THE UNTAMED WEST... and the Lady they called 'Cheyenne'... on a rampage of murder and terror in the blood-red days of frontier Oklahoma!
- THE WEST'S TEN MOST RUTHLESS KILLERS RIDE AGAIN!... Ten times the thrills of "Badman's Territory" - when the bloodiest band in history, led by the angel-faced gun-girl of the Badlands, plunder and blast frontier Oklahoma!